# Beatriz Valdés
Beatriz Valdés Fidalgo (* 12. Mai 1963 in Havanna) ist eine kubanische Schauspielerin.
1989 ging sie nach Venezuela und bekam dort im Jahre 1991 ihr erstes Kind. 2013 verließ sie das Land und ließ sich in Miami nieder. Dort arbeitete sie weiter als Telenovela- und Theaterschauspielerin. 2014 gab sie ihr Regie-Debüt in der schwarzen Komödie Brujas (Hexen).

## Filmografie

### Telenovelas
- 1984: Algo más que soñar
- 1992: Piel
- 1993: El paseo de la gracia de Dios
- 1996: Volver a vivir
- 1998: Cambio de piel
- 1998: Reina de corazones
- 1999: Luisa Fernanda
- 2000: Amantes de Luna Llena
- 2001: Guerra de mujeres
- 2002: Las González
- 2003: Cosita rica
- 2005: El amor las vuelve locas
- 2006–2007: Ciudad bendita
- 2008: La vida entera
- 2008: Arroz con leche
- 2010: La mujer perfecta
- 2013: Santa Diabla

### Filme
- 1970: Una nueva criatura
- 1982: Los pájaros tirándole a la escopeta
- 1985: Lejanía
- 1987: Hoy como ayer
- 1987: Capablanca
- 1987: Como la vida misma
- 1989: La bella del Alhambra
- 1997: La voz del corazón
- 1998: 100 años de perdón
- 2000: Manuela Sáenz
- 2003: Amor en concreto
- 2004: Perfecto amor equivocado